# مارغريت فايس
مارغريت فايس (بالإنجليزية: Margaret Weis) (و. 1948  م) هي كاتِبة، وروائية، وكاتبة خيال علمي، ومصممة لعب تقمص أدوار أمريكية، ولدت في إنديبندنس، ميزوري، بدأت مشوارها المهني سنة 1984.

## التعليم
تعلمت في جامعة ميسوري
.